# Eisangelia
Eisangelia (εισαγγελία z gr. donos, doniesienie) - w prawie attyckim doniesienie o przestępstwie zagrażającym bezpieczeństwu państwa. 
Przedmiotem eisangelii mogły być: przekupienie przez wroga, zdrada, spisek, wszelkie kontakty obywatela z wrogim państwem. 
Procedurę tę wprowadzić miał Solon, a na nowo określił ją Klejstenes. Doniesienie trafiało pierwotnie do Areopagu, a później, po reformie Klejstenesa, do bule i eklezji (Zgromadzenia Ludowego).
Oskarżyciel składał swoją skargę na piśmie do bule. Jeżeli skarga została przyjęta, bule wyznaczała termin konfrontacji między oskarżonym a oskarżycielem. Potem następowało głosowanie, które mogło uniewinnić oskarżonego; w przeciwnym wypadku sprawa trafiała do eklezji lub heliai i debatą kierowali tesmoteci. Rozprawa polegała na rozwinięciu oskarżenia, potem następowała obrona oskarżonego, a w końcu głosowanie. Wyrok był wykonalny bezterminowo. Jeżeli oskarżony został uniewinniony oskarżyciel nie ponosił żadnej kary. 
Reforma Klejstenesa ogromnie wzmocniła rolę Zgromadzenia, a osłabiła znaczenie Areopagu, który wcześniej, przed Klejstenesem, był jedynym ciałem mającym prawo nadzorować i kontrolować polityków.
Pierwszym znanym przypadkiem zastosowania procedury eisangelia był proces Miltiadesa w Atenach (około 489 p.n.e.), zakończony skazaniem oskarżonego. Późniejszymi, bardziej znanymi przypadkami zastosowania tej procedury były: proces Temistoklesa (zaoczny), zakończony skazaniem, oraz proces Kimona (463 lub 462 p.n.e.), zakończony uniewinnieniem. 
Termin „eisangelia" obejmował też doniesienia kierowane do zwykle do sądu o złym traktowaniu osieroconych dzieci przez ich opiekunów lub skargę męża na żonę epikleros.